# بیژن‌خان گرجی
بیژن خان گرجی از رجال درباری فتحعلی شاه، محمد شاه و ناصرالدین شاه قاجار بوده است. او در ابتدا در دستگاه عباس میرزا در آذربایجان به خدمت مشغول بوده و در سال ۱۲۶۸ ق ناصرالدین شاه قاجار او را به سمت ریش سفیدی عمله خلوت و منصب تفنگدارباشی خود برگزیده است.